# Alphonse Hasselmans

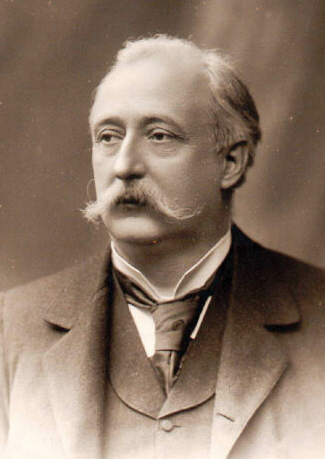
Alphonse Hasselmans

Alphonse Hasselmans (* 5. März 1845 in Lüttich, Belgien; † 19. Mai 1912 in Paris) war ein französischer Harfenist, Komponist und Pädagoge, belgischer Herkunft.

## Leben
Der Sohn des Komponisten Joseph Hasselmans, war von 1884 bis zu seinem plötzlichen Tod 1912 als Professor für Harfenmusik am Pariser Konservatorium tätig. Dort förderte er eine Generation von bedeutenden französischen Harfenisten des 20. Jahrhunderts, darunter Henriette Renié, Marcel Tournier, Carlos Salzedo, Marcel Grandjany, Lily Laskine, Micheline Kahn, Lili Boulanger und Pierre Jamet.
Seine Tochter Marguerite Hasselmans (1876–1947) war Konzertpianistin und langjährige Geliebte von Gabriel Fauré. Sein Sohn Louis Hasselmans (1878–1957) war Cellist und Dirigent, insbesondere von Opern. Seine Karriere führte ihn auch in die Vereinigten Staaten, an die Chicago Civic Opera und die Metropolitan Opera, ehe er Professor für Musik an der Louisiana State University wurde.
Zahlreiche Komponisten haben Alphonse Hasselmans Werke gewidmet. Eines davon ist Choral et Variations für Harfe und Orchester von Charles-Marie Widor. Hasselmans selbst spielte den Solopart bei der Uraufführung im März 1900.

## Werk
Alphonse Hasselmans komponierte mehrere Dutzend Werke für Harfe. Seine berühmteste Komposition ist eine Konzert-Etüde mit dem Titel La Source (Die Quelle). Außerdem arrangierte er viele fremde Werke für Harfe. Des Weiteren bearbeitete er eine bedeutende Etüden-Sammlung des im 19. Jahrhundert lebenden Komponisten Robert Nicolas-Charles Bochsa.